# 1000-km-Rennen von Paris 1972

Die Rennstrecke von Rouen-les-Essarts 1972

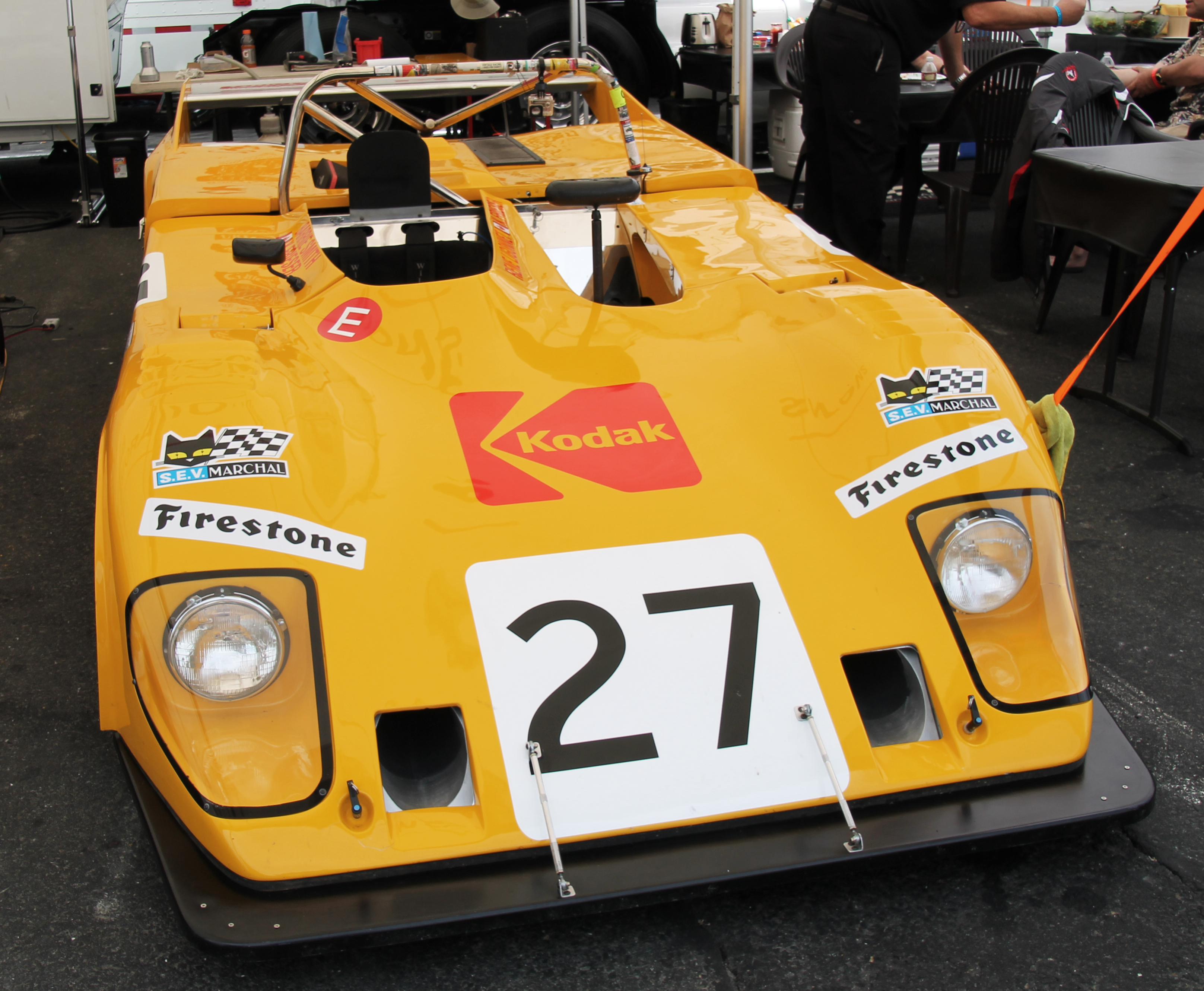
Lola T290

Das zwölfte  1000-km-Rennen von Paris, auch Paris 1000 Kilometres, fand am 15. Oktober 1972 auf der Rennstrecke von Rouen-les-Essarts statt. Das Rennen war der 12. Wertungslauf der Spanischen Rundstrecken-Meisterschaft dieses Jahres.

## Das Rennen
Erhebliche Sicherheitsmängel am Autodrome de Linas-Montlhéry bewogen die Veranstalter des 1000-km-Rennens die angestammte Rennpiste der Veranstaltung zu verlassen und nach Rouen zu wechseln. Die Strecke im Département Seine-Maritime war in den Jahren davor jedoch ebenfalls in die Kritik geraten. Am 27. Juni 1971 fand das letzte Formel-2-Rennen auf der 6,5 km langen Streckenvariante statt. Sie war zuletzt durch zwei temporäre Schikanen in den Kurven Grésil und Paradis (kurz vor Start und Ziel) leicht entschärft worden. Die neue Normandie-Autobahn A13 durchschnitt danach aber diese Strecke im letzten Drittel; der 1956 hinzugefügte Teil fiel nach Beginn der Bauarbeiten deshalb wieder weg. Die bis 1954 verwendete Tangente Chemin de l'Etoile konnte allerdings nicht erneut in die Strecke integriert werden, weil sie zum Teil inzwischen als Zufahrtsweg zum Fahrerlager und zu den Parkplätzen diente. Deshalb baute man erstmals ein permanentes Streckenstück, das nur für die Rennveranstaltungen und nicht als öffentliche Straße genutzt wurde.
Diese Sektion namens Forêt verlief im Wald zwischen dem alten Chemin de l'Etoile und der neuen Autobahn, bestand aus einer S-Kurven-Kombination und einer langen Geraden und mündete an der Paradis-Rechtskurve wieder in den bisherigen Streckenverlauf. Die Rundenlänge betrug nun 5,543 km. Teilweise wurden die Fahrbahnbeläge und Leitplanken erneuert, außerdem für 1,7 Millionen Francs Zeitnehmerturm, Boxen und Fahrerlager umgebaut und erweitert. Finanziert wurden diese Maßnahmen vom Generalrat des Départements Seine-Maritime und vom Automobilclub der Normandie. Am 25. Juli 1972 fand das erste Formel-2-Rennen auf dem neuen Kurs statt, das der Brasilianer Emerson Fittipaldi im Lotus 69 gewann.
Das 1000-km-Rennen war die zweite Veranstaltung nach dem Umbau. In diesem Jahr zählte das Rennen zur Spanischen Rundstrecken-Meisterschaft und damit wieder zu einem internationalen Wettbewerb. Das Rennen wurde von der französischen Lola T280-Besatzung Gérard Larrousse und Jean-Pierre Beltoise beherrscht. Schon im Training war das Duo zwei Sekunden schneller als die Konkurrenz gewesen. Im Rennen konnte ihnen nur der Scuderia Filipinetti-Lola T290 von Jean-Louis Lafosse und Jacques Coulon folgen und hatte im Ziel eine Runde Rückstand auf das Siegerteam.

## Ergebnisse

### Schlussklassement
| 1               | S 3.0 | 1  | Ecurie Bonnier                   | Gérard Larrousse Jean-Pierre Beltoise  | Lola T280/2          | 181 |
| 2               | S 2.0 | 5  | Antar-Flint-Filipinetti          | Jean-Louis Lafosse Jacques Coulon      | Lola T290            | 180 |
| 3               | S 2.0 | 11 |                                  | John Bridges Jean-Pierre Jaussaud      | Chevron B19/21       | 177 |
| 4               | S 2.0 | 10 | Red Rose Montjuich Tergal Racing | José Juncadella John Hine              | Chevron B21          | 171 |
| 5               | S 2.0 | 6  |                                  | Claude Swietlik René Bayard            | Lola T290            | 167 |
| 6               | S 2.0 | 19 |                                  | Brian Robinson François Laccarrau      | Lola T290            | 165 |
| 7               | GT    | 25 |                                  | John Fitzpatrick Erwin Kremer          | Porsche 911S         | 160 |
| 8               | GT    | 27 |                                  | Claude Haldi Raymond Touroul           | Porsche 911S         | 158 |
| 9               | GT    | 24 | North American Racing Team       | Jean-Pierre Jarier Jacques Laffite     | Ferrari 365 GTB/4    | 156 |
| 10              | GT    | 22 | Charles Pozzi                    | Jean-Claude Andruet Claude Ballot-Léna | Ferrari 365 GTB/4    | 144 |
| 11              | GT    | 23 | Charles Pozzi                    | François Migault Daniël Rouveyran      | Ferrari 365 GTB/4    | 143 |
| Nicht klassiert |       |    |                                  |                                        |                      |     |
| 12              | S 2.0 | 14 |                                  | Eris Tondelli Mauro Formento           | Chevron B19          | 5   |
| Disqualifiziert |       |    |                                  |                                        |                      |     |
| 13              | S 2.0 | 33 |                                  | Martin Raymond Hervé LeGuellec         | Chevron B21          |     |
| Ausgefallen     |       |    |                                  |                                        |                      |     |
| 14              | S 2.0 | 32 |                                  | Philippe Farjon Peter Humble           | Chevron B19          | 127 |
| 15              | S 2.0 | 16 |                                  | Arturo Merzario Gianfranco Palazzoli   | Abarth Osella SE-021 | 127 |
| 16              | S 2.0 | 31 |                                  | Trevor Twaites Brendan McInerney       | Chevron B21          | 111 |
| 17              | S 2.0 | 9  | Canon Racing                     | Bob Wollek Jean-Pierre Jabouille       | Chevron B21          | 101 |
| 18              | S 2.0 | 12 | Kodak Racing Team                | René Ligonnet Barrie Smith             | Lola T290            |     |
| 19              | GT    | 20 | Ecurie Franco Britannic          | Alvaro Valtellina Ugo Locatelli        | De Tomaso Pantera    |     |
| 20              | S 2.0 | 7  |                                  | Mário de Araújo Cabral Alain Serpaggi  | Lola T290            | 35  |
| 21              | S 2.0 | 18 |                                  | John Gray Peter Gaydon                 | Chevron B21          | 17  |
| 22              | S 2.0 | 15 |                                  | Brian Martin David Purley              | Martin BM9           | 16  |
| 23              | GT    | 21 | Valtellina Racing                | Jean Vinatier Guy Chasseuil            | De Tomaso Pantera    | 12  |
| 24              | S 2.0 | 17 |                                  | John Lepp George Silverwood            | Chevron B21          | 9   |
| 25              | S 2.0 | 8  | Peter Smith                      | Peter Smith Philippe de Henning        | Chevron B21          | 9   |
| 26              | S 3.0 | 2  | Reinhold Joest                   | Reinhold Joest Mario Casoni            | Porsche 908/03       | 2   |

### Nur in der Meldeliste
Zu diesem Rennen sind keine weiteren Meldungen bekannt.

### Klassensieger
| Klasse | Fahrer             | Fahrer               | Fahrzeug     | Platzierung im Gesamtklassement |
| ------ | ------------------ | -------------------- | ------------ | ------------------------------- |
| S 3.0  | Gérard Larrousse   | Jean-Pierre Beltoise | Lola T280/2  | Gesamtsieg                      |
| S 2.0  | Jean-Louis Lafosse | Jacques Coulon       | Lola T290    | Rang 2                          |
| GT     | John Fitzpatrick   | Erwin Kremer         | Porsche 911S | Rang 7                          |

### Renndaten
- Gemeldet: 26
- Gestartet: 26
- Gewertet: 11
- Rennklassen: 3
- Zuschauer: unbekannt
- Wetter am Renntag: unbekannt
- Streckenlänge: 5,543 km
- Fahrzeit des Siegerteams: 6:04:24,920 Stunden
- Gesamtrunden des Siegerteams: 181
- Gesamtdistanz des Siegerteams: 1003,283 km
- Siegerschnitt: 165,187 km/h
- Pole Position: Gérard Larrousse – Lola T280/2 (#1) – 1:49,100
- Schnellste Rennrunde: Gérard Larrousse – Lola T280/2 (#1) – 1:47,540 – 185,626 km/h
- Rennserie: 12. Lauf der Spanischen Rundstrecken-Meisterschaft 1972